# 基纳图卡达武
基纳图卡达武（Kinathukadavu），是印度泰米尔纳德邦哥印拜陀縣的一座城镇。总人口8154（2001年）。

## 人口
该地2001年总人口8154人，其中男性4230人，女性3924人；0—6岁人口871人，其中男433人，女438人；识字率66.85%，其中男性为70.40%，女性为63.02%。